# پوست‌اندازی
پوست‌اندازی (به انگلیسی: Moulting)، فرایندی است که در طی آن یک جانور به‌طور منظم یک لایهٔ بیرونی یا پوشش بدنش را دور می‌اندازد که این فرایند می‌تواند در زمان خاصی از سال یا در دوره‌های خاصی از زندگی او اتفاق افتد.
پوست‌اندازی می‌تواند شامل از دست دادن روپوست، خز (مو، پر، خز، پشم) یا دیگر لایه‌های بیرونی بدن باشد. در برخی گروه‌ها دیگر اعضای بدن هم ممکن است از دست بروند برای نمونه در برخی حشرات، بال‌ها یا در بندپایان تمام استخوان‌بندی بیرونی از دست می‌رود.

## نمونه‌ها

یک جیرجیرک دشتی در حال پوست اندازی

| گروه              | اندامی که از دست می‌رود | زمان‌بندی                                                                         | نکات |
| ----------------- | ---------------------- | -------------------------------------------------------------------------------- | --- |
| گربه              | خز                     | معمولاً نزدیک بهار - تابستان                                                      | گربه‌ها در حدود بهار - تابستان موهای زمستانی خود را از دست می‌دهند، گربه‌ها در زمستان به دلیل سردی هوا، موهای کلفت تری دارند تا بدنشان را گرم نگه دارد. باید برخی گربه‌ها را شانه کرد چون موهای مرده در میان خزها گیر می‌کند.                                                 |
| مرغ               | پر                     | معمولاً پاییز (مرغ‌های غیر تجاری)                                                  | مرغ‌ها معمولاً هنگام پرریزی دست از تخم گذاشتن می‌کشند و هنگامی دوباره تخم‌گذاری را آغاز می‌کنند که پرهایشان درآمده باشد. |
| سگ و دیگر سگ‌سانان | خز                     | نیمهٔ هر سال (بهار و پاییز)                                                       | مو ریزی در سگ‌سانان مانند دیگر پستانداران به دلیل نوسان در میزان ملاتونینی که از غده صنوبری ترشح می‌شود و در پاسخ به تغییر فصلی که در میزان نور خورشید اتفاق می‌افتد، روی می‌دهد. مو ریزی فصلی در گونه‌های قطبی سگ دو بار در سال و در دیگر گونه‌ها یک بار در سال اتفاق می‌افتد. |
| مار               | پوست                   | هنگامی که پوست کهنه دیگر به کار نیاید.                                           | مار خودش را به سطح‌های زبر می‌مالد تا پوست کهنه را از خود جدا کند. |
| مارمولک           | پوست                   | هنگامی که پوست کهنه دیگر به کار نیاید.                                           | مارمولک مانند مار خودش را به سطح‌های زبر می‌مالد تا پوست کهنه را از خود جدا کند. سپس پوست جدا شده را می‌خورد تا از کلسیم و مواد خوراکی دیگر آن استفاده کند. |
| خرچنگ گوشه‌گیر     | استخوان‌بندی بیرونی     | معمولاً هنگامی که پوستهٔ سخت بیرونی دیگر مناسب نیست.                               | آن‌ها برای چندین هفته خود را زیر خاک دفن می‌کنند و بعد از پوست اندازی، باقی‌مانده را می‌خورند. |
| دوزیستان          | پوست                   | به‌طور منظم                                                                       | سمندرها و قورباغه‌ها به‌طور منظم پوست‌اندازی می‌کنند و بعد آن را می‌خورند. |
| عنکبوتیان         | استخوان‌بندی بیرونی     | به‌طور منظم وقتی استخوان بندی بیرونی دیگر مناسب آن‌ها نباشد.                       | عنکبوتیان در هنگام رشد پوست اندازی می‌کنند آن‌ها در یک دورهٔ زمانی پیش از پوست اندازی از دیگران پرهیز می‌کنند و کمتر غذا می‌خورند. |
| حشره‌ها            | استخوان‌بندی بیرونی     | به‌طور مرتب هنگامی که به صورت کِرمینه‌اند، هنگامی که استخوان بندی بیرونی کافی نیست. | در گونه‌های با دگردیسی «کامل»، آخرین پوست اندازی منجر به تغییر شکل بدن می‌شود، این تغییر معمولاً از یک کِرمینه با بدن نرم به یک موجود بالغ با توان تولید مثل، بال دار، و گاهی رنگین خواهد بود.                                                                               |

## پرریزی اجباری مرغ
در مرغداری‌های برخی کشورها، مرغ‌ها را مجبور به پرریزی می‌کنند تا به تخم‌گذاری نیروی دوباره ببخشند. این کار شامل فرایندهایی مانند ندادن هیچ غذا و گاهی آبی به پرنده برای ۷ تا ۱۴ روز و گاهی ۲۸ روز است (تحت شرایط تجربی کنترل شده)؛ که احتمالاً این کار خلاف استانداردهای کشاورزی برخی کشورها است. با این گرسنگی دادن، پرنده چیزی بین ۲۵ تا ۳۵ درصد از وزن خود را از دست می‌دهد. این کار باعث می‌شود تا مرغ به‌طور خودکار پرهایش را از دست بدهد و البته دوباره فرایند تخم‌گذاری را آغاز کند. در برخی مرغداری‌ها، چندین پرریزی اجباری برای مرغ ایجاد می‌کنند. در سال ۲۰۰۳ در آمریکا معلوم شد که بیش از ۷۵ درصد همهٔ مرغ‌ها مجبور به پرریزی شده بودند. دیگر روش‌های این کار عبارتند از دادن رژیم غذایی با چگالی کم (تفالهٔ انگور، دانهٔ پنبه و یونجه) یا دگرگونی رژیم غذایی مرغ‌ها به گونه‌ای که تعادل برخی مواد مغزی در خوراک آن‌ها به هم بخورد. برای مثال تعادل مواد معدنی مانند سدیم، کلسیم، ید و روی را برهم می‌زنند.

## نگارخانه

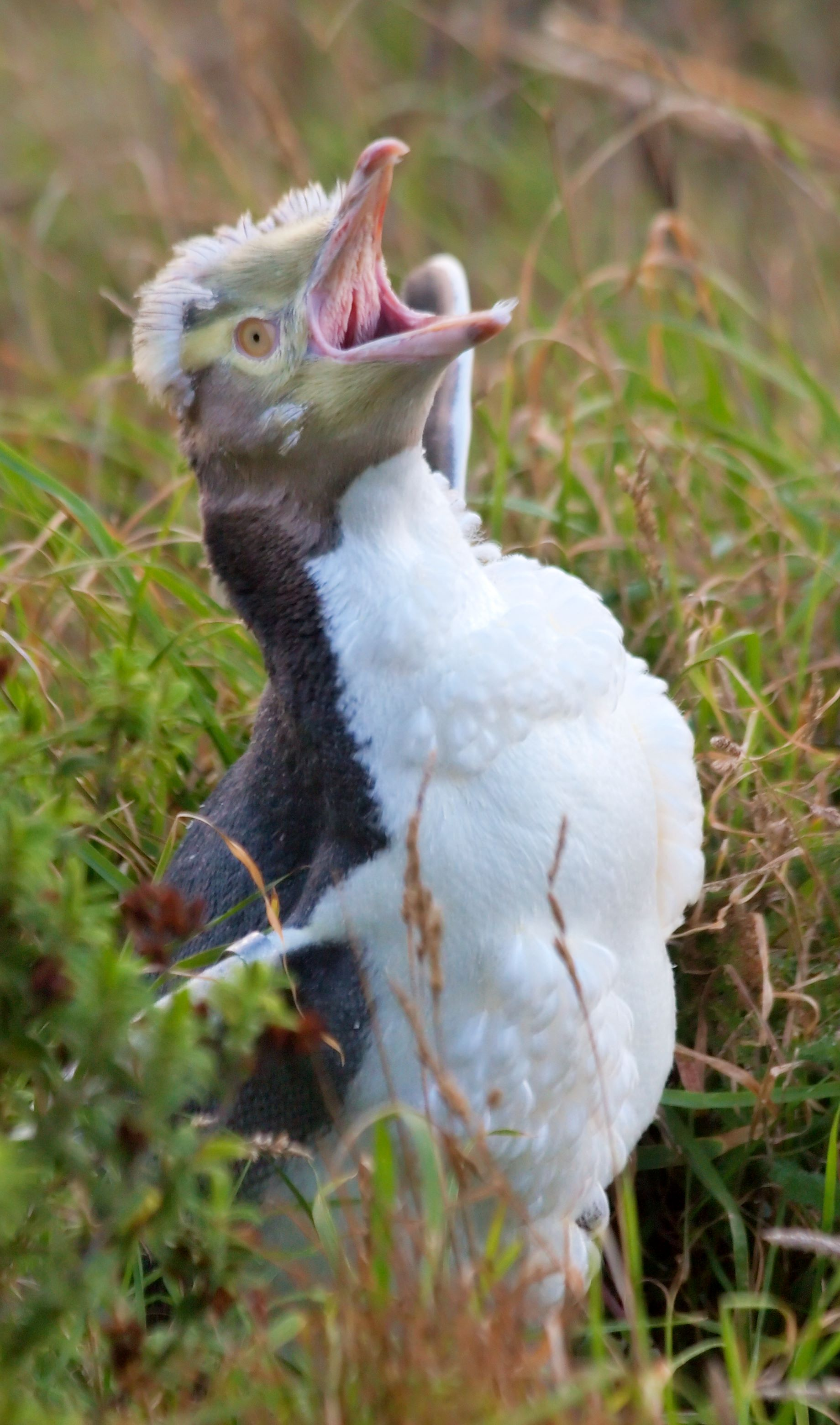
پنگوئن چشم‌زرد
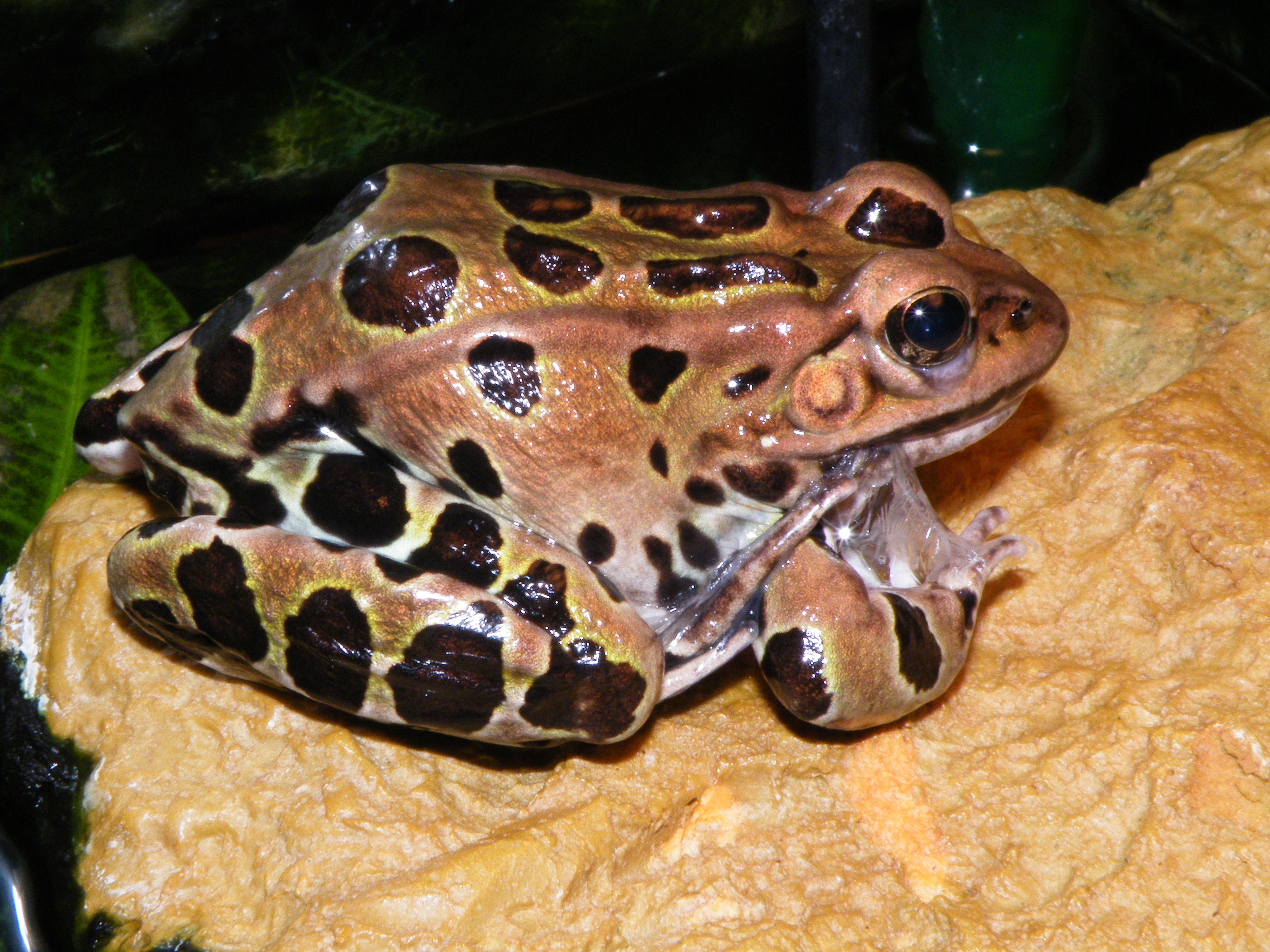
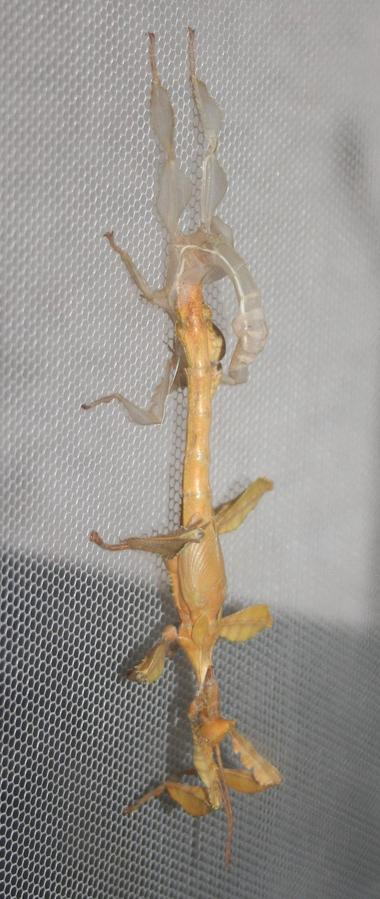
چوبک استرالیا
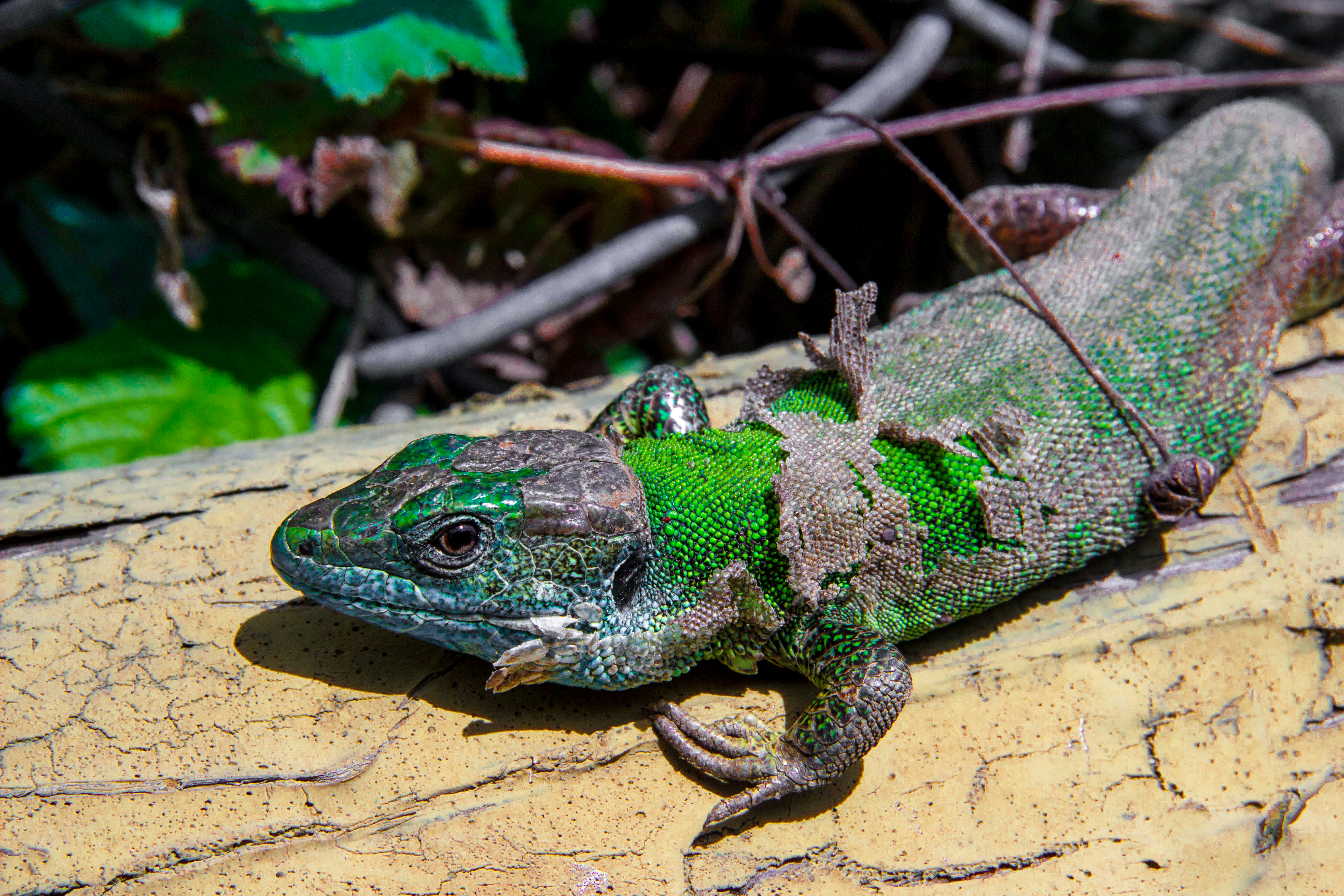
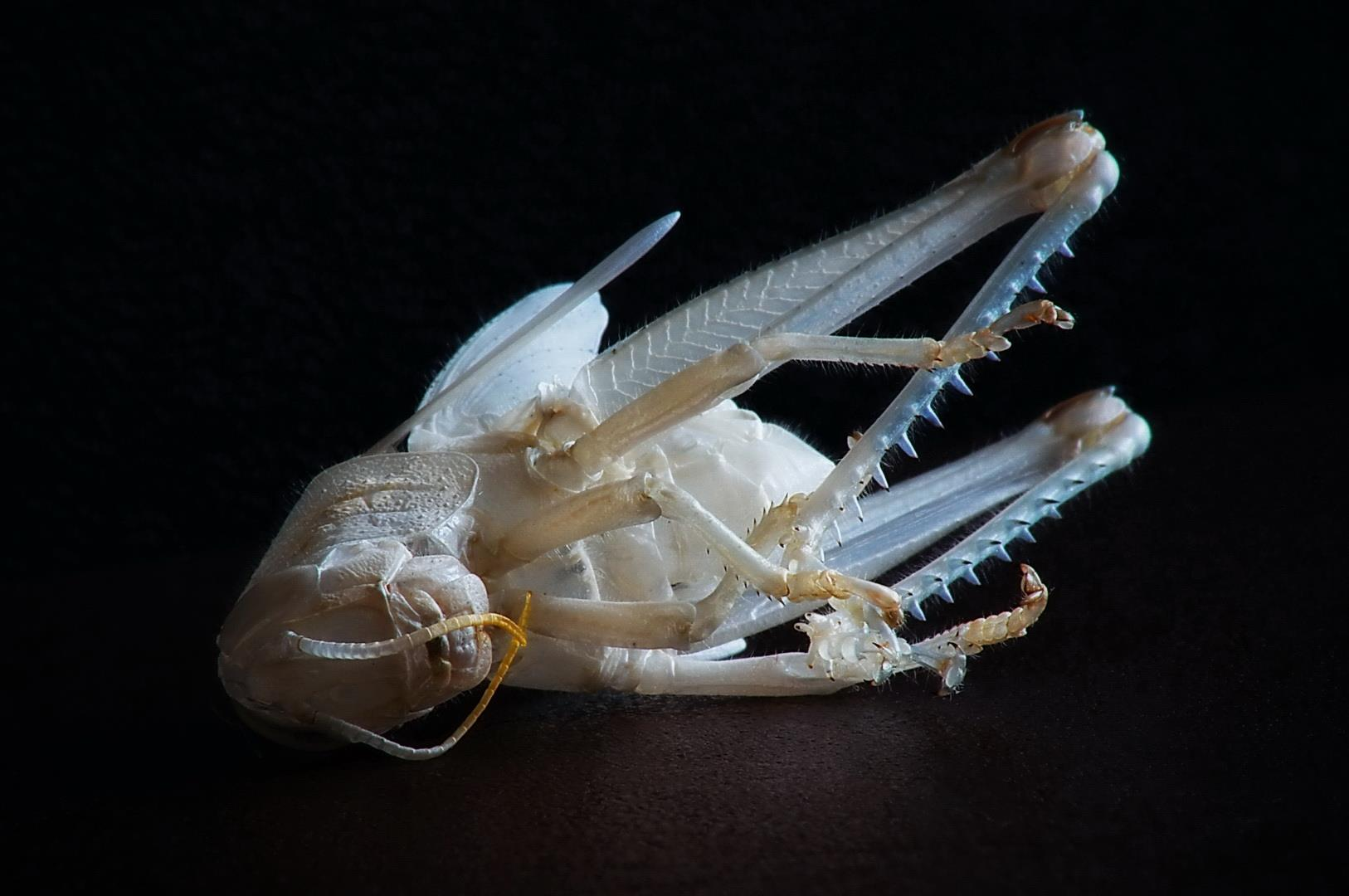